# 国道194号

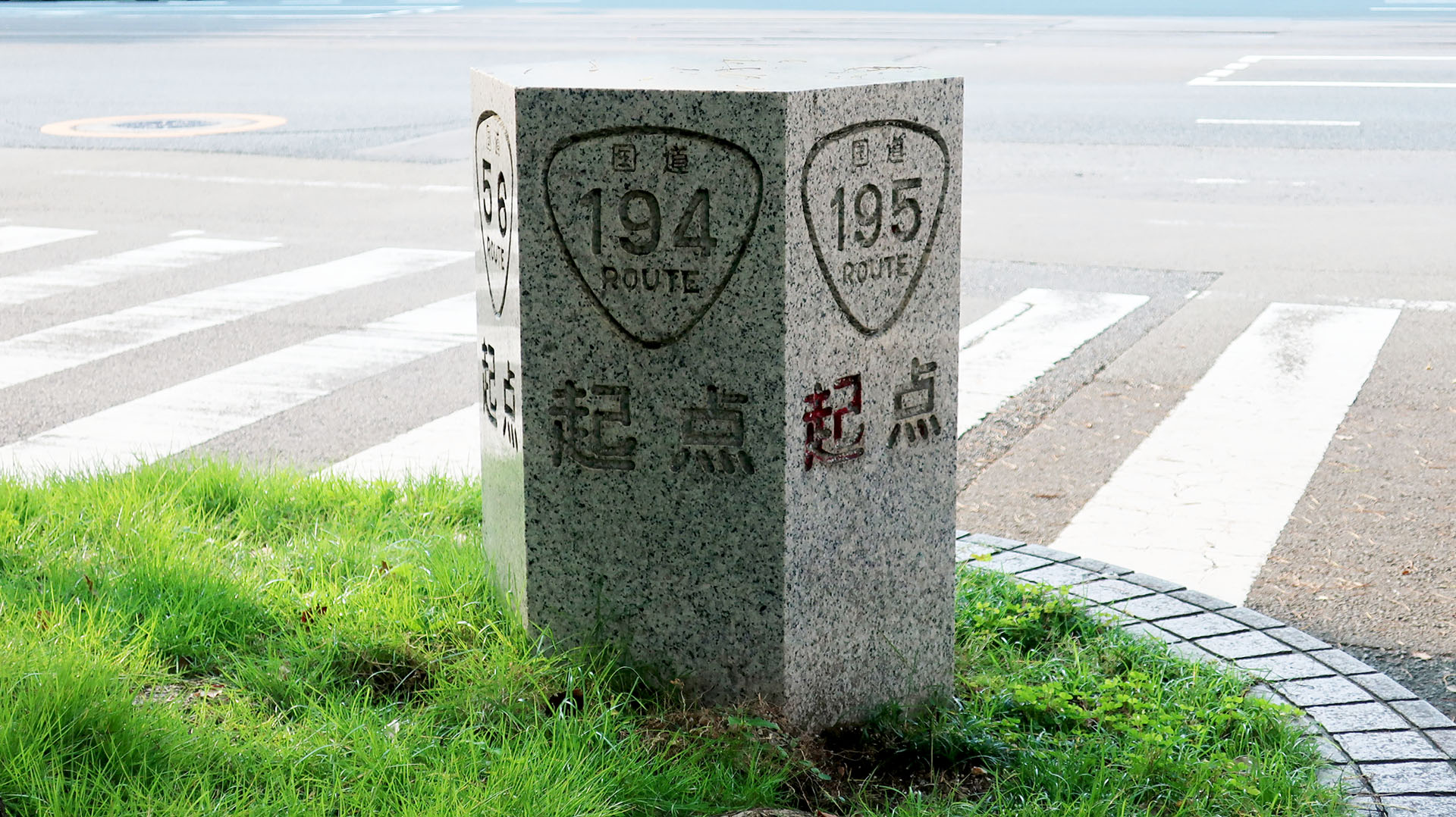
高知市 道路元標
国道194号 起点
高知県高知市 県庁前交差点

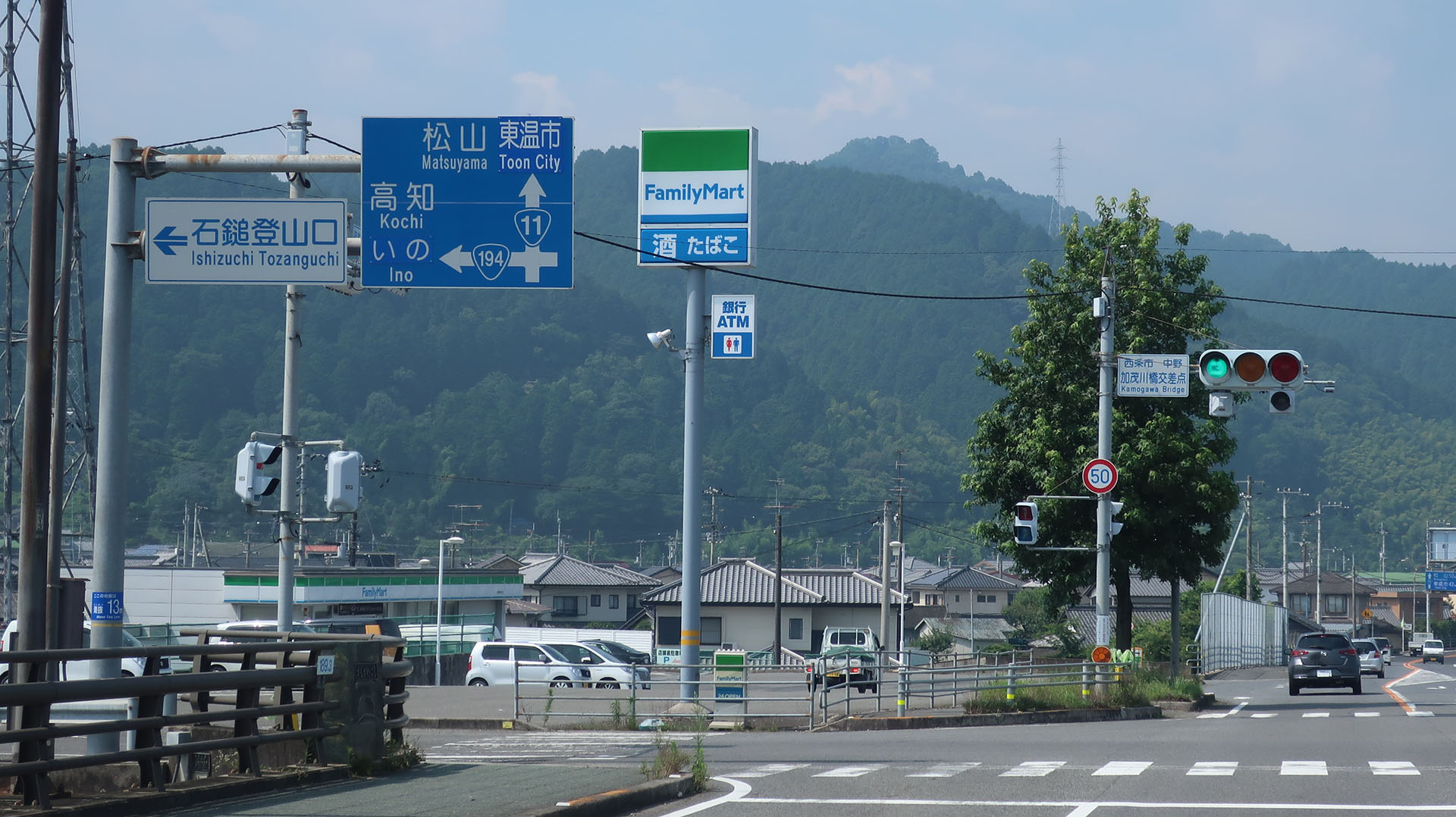
国道194号 終点
愛媛県西条市 加茂川橋交差点

国道194号（こくどう194ごう）は、高知県高知市から愛媛県西条市に至る一般国道である。

## 概要

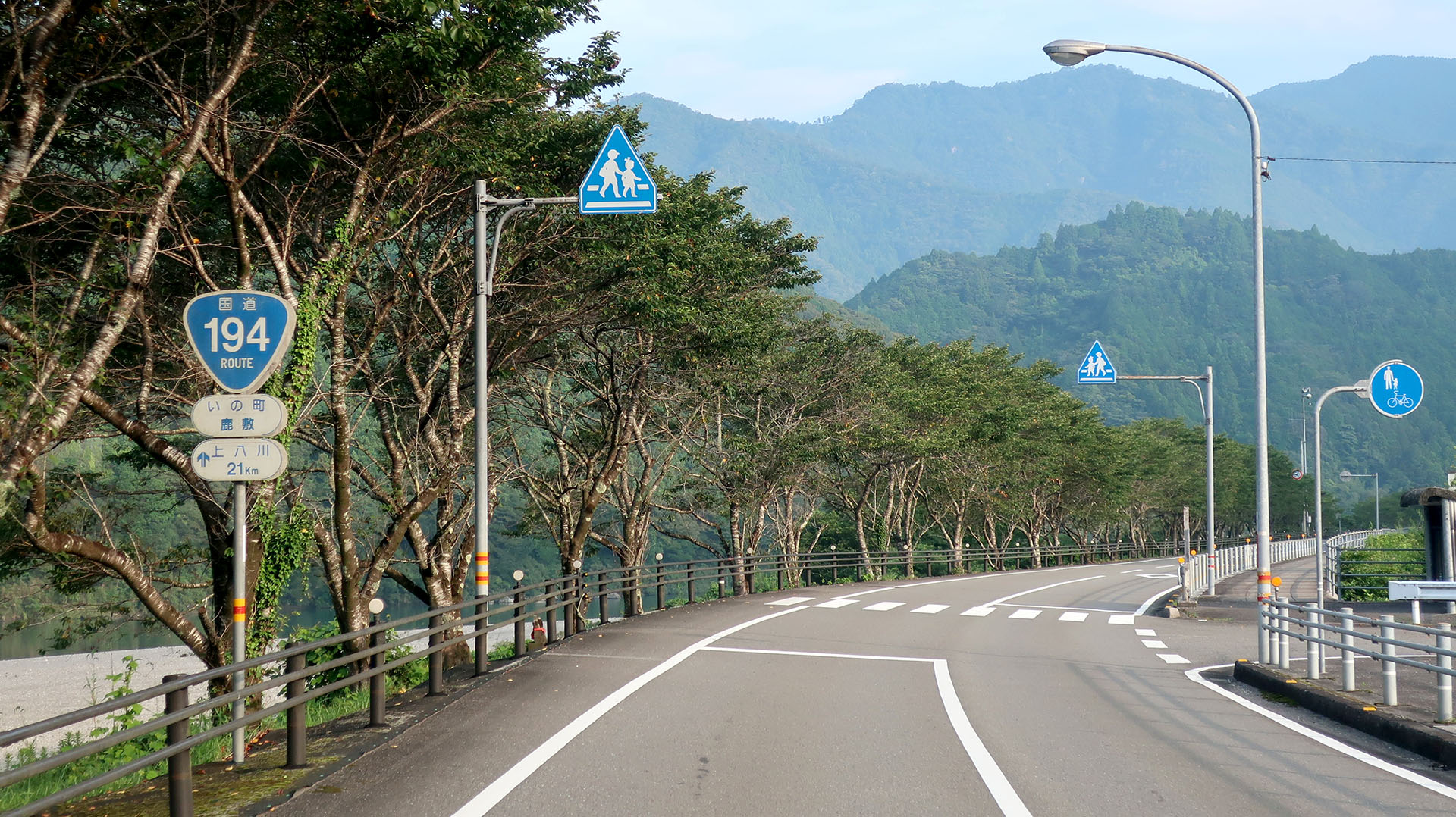
高知県吾川郡いの町鹿敷
（2020年7月撮影）

起点の高知県高知市から、仁淀川地域である吾川郡いの町、仁淀川橋東詰までは国道33号と重複し、その後は仁淀川やその支流に沿うように北上し、終点の愛媛県西条市に至る路線で、高知県中央部と愛媛県東予とを結ぶ最短ルートとして知られている。

### 路線データ
一般国道の路線を指定する政令に基づく起終点および重要な経過地は次のとおり。
- 起点：高知市（県庁前交差点 = 国道32号・国道55号終点、国道33号・国道56号・国道195号・国道197号・国道493号起点）
- 終点：西条市（加茂川橋交差点 = 国道11号交点）
- 重要な経過地：高知県吾川郡伊野町[注釈 2]、同郡吾北村[注釈 2]
- 総延長 : 88.8 km（愛媛県 18.2 km、高知県 70.6 km）重用延長を含む[2][注釈 3]
- 重用延長 : 11.9 km（愛媛県 - km、高知県 11.9 km）[2][注釈 3]
- 未供用延長 : なし[2][注釈 3]
- 実延長 : 76.9 km（愛媛県 18.2 km、高知県 58.7 km）[2][注釈 3]
  - 現道 : 76.0 km（愛媛県 18.2 km、高知県 57.8 km）[2][注釈 3]
  - 旧道 : 0.9 km（愛媛県 - km、高知県 0.9 km）[2][注釈 3]
  - 新道 : なし[2][注釈 3]
- 指定区間：国道33号と重複する区間（高知県高知市・県庁前交差点（起点） - 吾川郡いの町枝川）[3]

## 歴史
現行の道路法（昭和27年法律第180号）に基づく国道として初回指定された1953年（昭和28年）では、高知徳島線として指定されていた。1963年（昭和38年）に一級国道55号への昇格に伴って欠番となり、同日新たに指定された高知西条線に採番された。

### 年表
- 1963年（昭和38年）4月1日 - 二級国道194号高知西条線（高知市 - 西条市）として指定施行[6]。
- 1965年（昭和40年）4月1日 - 道路法改正により一級・二級区分が廃止されて一般国道194号として指定施行[1]。
- 1999年（平成11年）4月17日 - 寒風山トンネル開通[7]。
- 2002年（平成14年）3月 - 大樽トンネル（愛媛県）の供用開始により全線改良（2車線化）が完了[8]。
- 2025年（令和7年）
  - 2月18日 - 高知県告示第89号により、吾川郡いの町枝川 - 吾川郡いの町[注釈 4]の国道33号と重複する区間を追加指定[9]。
  - 4月1日 - 国道33号高知西バイパス区間と並行する現道区間（延長5.3 km）が高知県に管理が移管され、吾川郡いの町枝川 - 吾川郡いの町[注釈 4]は国道33号と重複していた本路線の単独区間となる[10]。

## 路線状況
かつての本川村域（現在のいの町域）の手前までは仁淀川やその支流に沿った快適なドライブルートであるが、東西方向に横たわる四国山地に突き当たると、急に山岳ルートに変貌する。特に、寒風山越えは狭隘な幅員に急カーブの連続する悪路であったが、高知県と愛媛県との県境の寒風山トンネルが開通して完全片側1車線化されたことにより、交通事情は劇的に改善した。

### 別名
- 194街道（いくよかいどう）[11]
- そらやま街道

沿道自治体、議会、商工会などで構成される「国道194号利用促進同盟会」が、主に対外的な広報活動で使用するための新しい愛称に関するアンケートを2019年（令和元年）7月に実施、この結果をもとに同年11月、いの町 - 西条市間について愛称を「そらやま街道」とすることを発表した。

### 重複区間

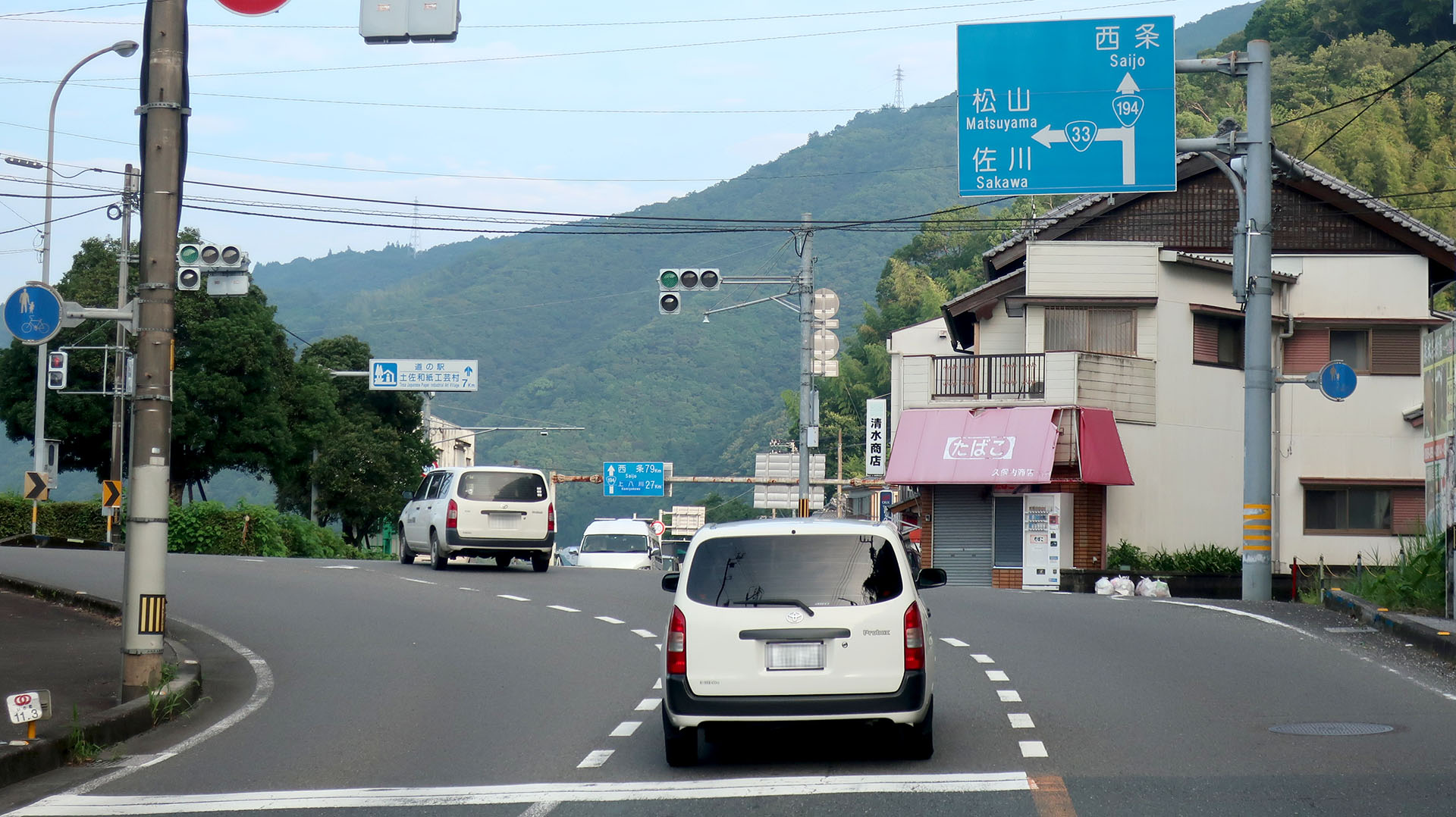
国道33号（重複区間）との分岐
高知県吾川郡いの町、仁淀川橋東詰

- 国道33号（高知県高知市本町5丁目・県庁前交差点（起点） - 吾川郡いの町枝川）
- 国道439号（高知県吾川郡いの町下八川甲 - 吾川郡いの町上八川甲）

### 道路施設

#### 橋梁
- 高知県
  - 鏡川橋（鏡川、高知市、国道33号重複区間内）[注釈 5]
  - 新鏡川橋（鏡川、高知市、国道33号重複区間内）[注釈 5]
  - 中ノ谷橋（高知市、国道33号重複区間内）
  - 実光橋（宇治川、吾川郡いの町、国道33号重複区間内）
  - 八代橋（宇治川、吾川郡いの町、国道33号重複区間内）
  - 宇治川橋（宇治川、吾川郡いの町）
  - 谷橋（谷川、吾川郡いの町）
  - 神谷橋（小野川、吾川郡いの町）
  - 勝賀瀬大橋（勝賀瀬川、吾川郡いの町）
  - 石見橋（石見川、吾川郡いの町）
  - 潰谷橋（潰谷川、吾川郡いの町）
  - 深瀬橋（深瀬谷川、吾川郡いの町）
  - 宮ノ瀬橋（上八川川、吾川郡いの町）
  - 致川橋（致川、吾川郡いの町）
  - 思地橋（枝川川、吾川郡いの町）
  - 荷滝橋（枝川川、吾川郡いの町）
  - 清水橋（枝川川、吾川郡いの町）
  - 土居大橋（枝川川、吾川郡いの町）
  - 小倉橋（小倉谷、吾川郡いの町）
  - 矢櫃橋（吾川郡いの町）
  - 欅のさこ橋（吾川郡いの町）
  - 安望大橋（吾川郡いの町）
  - 鄙影橋（吾川郡いの町）
  - 鉾岩1号橋（吾川郡いの町）
  - 鉾岩2号橋（吾川郡いの町）
  - 新大森橋（大森川、吾川郡いの町）
  - 根来1号橋（大森川、吾川郡いの町）
  - 根来2号橋（大森川、吾川郡いの町）
  - 長沢1の橋（大森川、吾川郡いの町）
  - 長沢2の橋（吉野川、吾川郡いの町）
  - 葛籠谷橋（葛籠谷川、吾川郡いの町）
  - 角堂橋（角堂川、吾川郡いの町）
  - 新黒滝山橋（黒滝山橋、吾川郡いの町）
  - 大砂橋（大砂谷、吾川郡いの町）
  - 見滝橋（大橋ダム湖、吾川郡いの町）
  - ふたご橋（龍谷、吾川郡いの町）
  - 皆又橋（皆又谷、吾川郡いの町）
  - 崎山橋（長谷川、吾川郡いの町）
  - 葛原橋（葛原川、吾川郡いの町）
  - 宮ノ谷橋（宮ノ谷川、吾川郡いの町）
  - 桑瀬川橋（桑瀬川、吾川郡いの町）
- 愛媛県
  - 川来須橋（竿谷、西条市）
  - 新天神谷橋（天神川、西条市）
  - 筋神橋（谷川、西条市）
  - 新八之子谷橋（八之子谷川、西条市）
  - 新迫門橋（谷川、西条市）
  - 荒川橋（谷川、西条市）
  - 東宮橋（谷川、西条市）
  - 中野大橋（加茂川、西条市）

#### トンネル
- 高知県

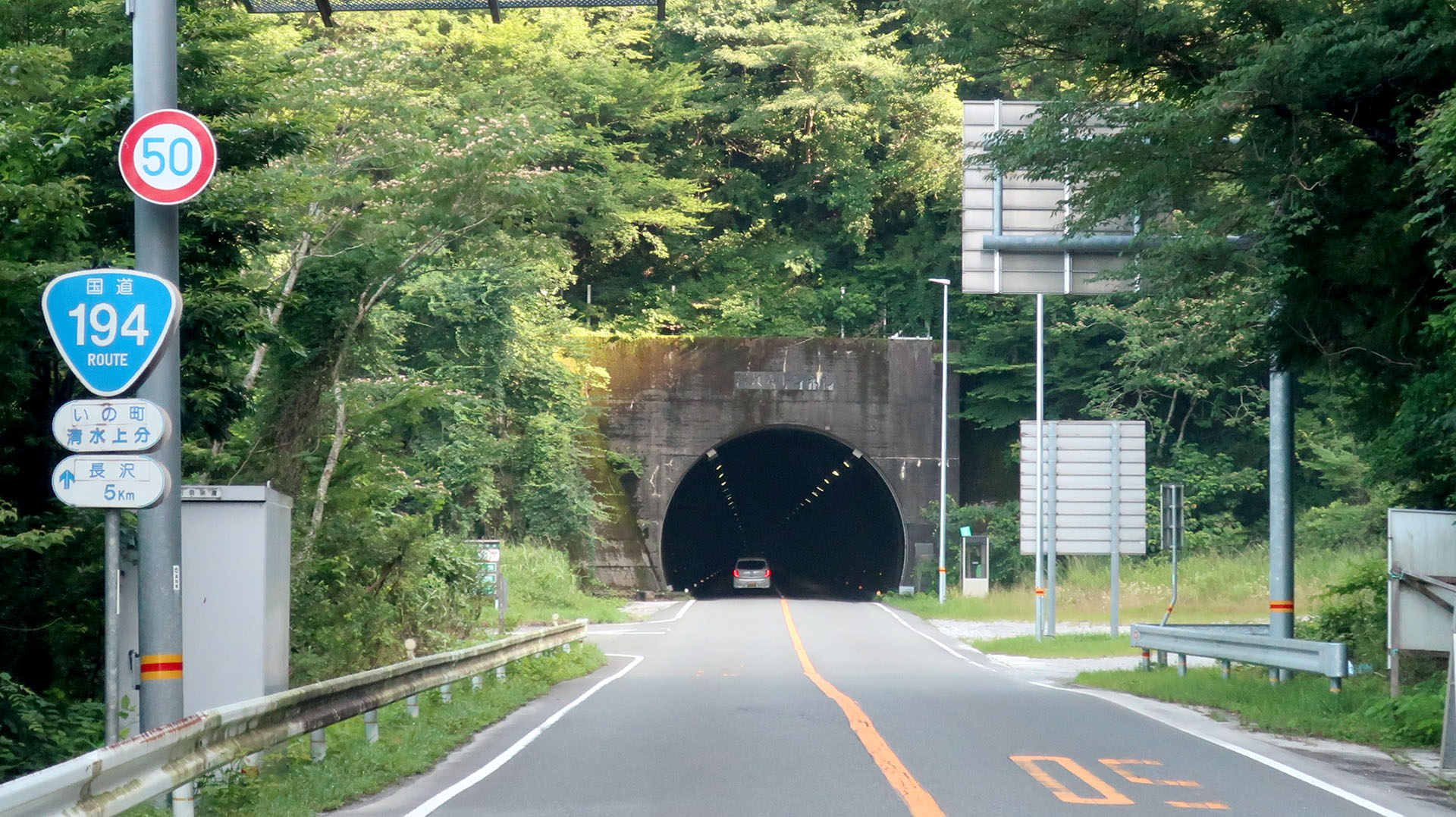
新大森トンネル 入口付近
高知県吾川郡いの町上八川甲

  - 山王トンネル：延長71 m、1973年（昭和48年）竣工、吾川郡いの町
  - 荷瀧トンネル：延長31 m、1975年（昭和50年）竣工、吾川郡いの町
  - つばやぶトンネル：延長106 m、1980年（昭和55年）竣工、吾川郡いの町
  - 枝畝トンネル：延長516 m、1980年（昭和55年）竣工、吾川郡いの町
  - 新大森トンネル：延長1,184 m、1978年（昭和53年）竣工、吾川郡いの町
  - 立橋トンネル：延長77 m、1982年（昭和57年）竣工、吾川郡いの町
  - 戸中トンネル：延長157 m、1988年（昭和63年）竣工、吾川郡いの町
  - 皆又トンネル：延長66 m、1974年（昭和49年）竣工、吾川郡いの町
  - 名の谷トンネル：延長107 m、1973年（昭和48年）竣工、吾川郡いの町
  - 大橋トンネル：延長34 m、1969年（昭和44年）竣工、吾川郡いの町
  - 本川トンネル：延長1,382 m、幅員7 m、1992年（平成4年）竣工、吾川郡いの町
  - 寒風山トンネル：延長5,432 m、幅員9.3 m、1997年（平成9年）竣工、吾川郡いの町 - 愛媛県西条市
- 愛媛県
  - 大樽トンネル：延長478 m、2002年（平成14年）竣工、西条市
  - 下津池トンネル：延長133 m、1996年（平成8年）竣工、西条市
  - 風透トンネル：延長494 m、1998年（平成10年）竣工、西条市
  - 八之川トンネル：延長192 m、1989年（平成元年）竣工、西条市

#### 道の駅
- 高知県
  - 土佐和紙工芸村（吾川郡いの町）
  - 633美の里（むささびのさと[注釈 6]、吾川郡いの町）
  - 木の香（吾川郡いの町）

## 地理

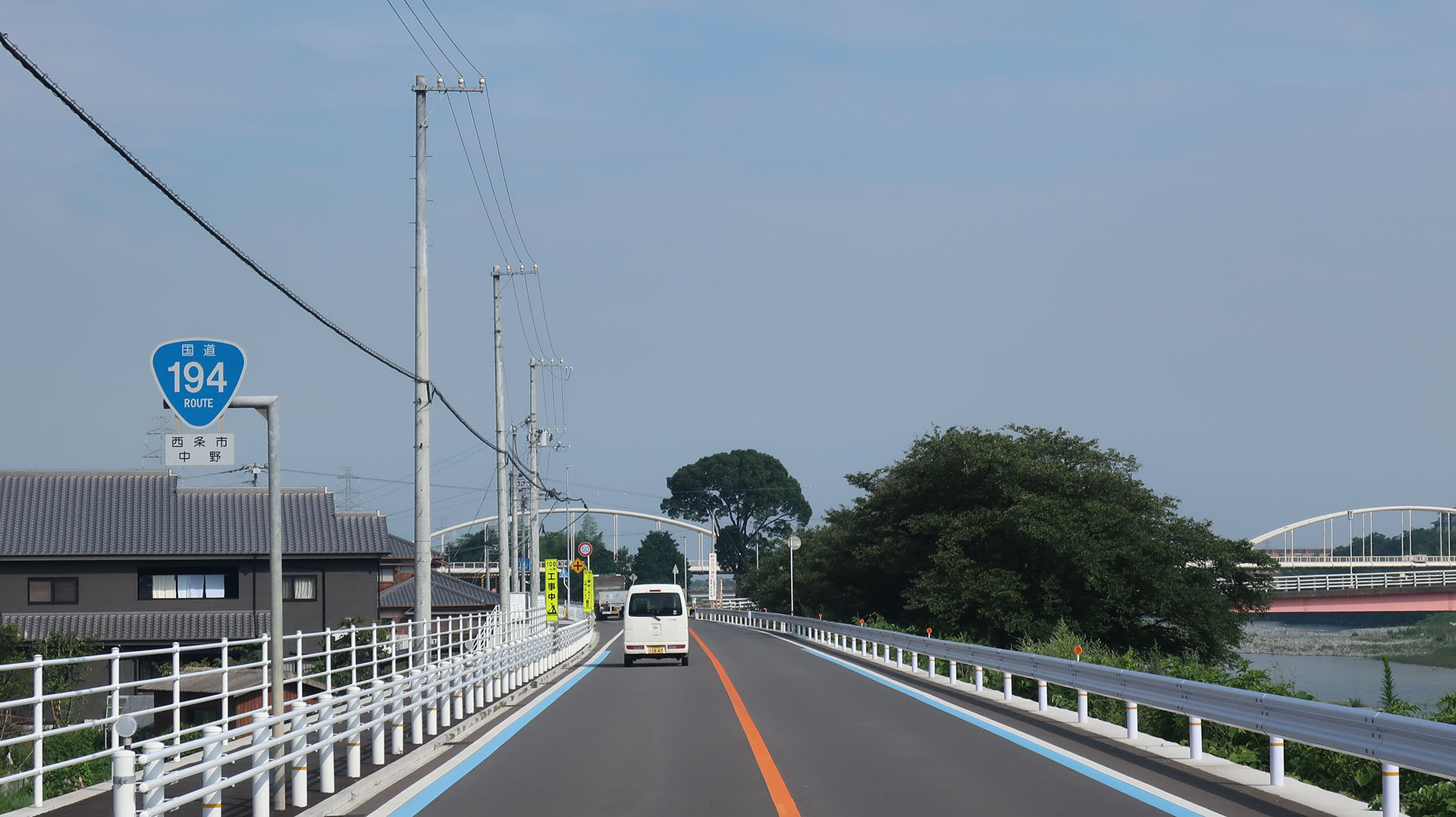
愛媛県西条市中野甲
（2020年7月撮影）

### 通過する自治体
- 高知県
  - 高知市 - 吾川郡いの町
- 愛媛県
  - 西条市

### 交差する道路
| 交差する道路                                                                   | 都道府県名 | 市町村名 | 市町村名 | 交差する場所 | 交差する場所          |
| ------------------------------------------------------------------------------ | ---------- | -------- | -------- | ------------ | --------------------- |
| 国道32号 国道33号 重複区間起点 国道55号 国道56号 国道195号 国道197号 国道493号 | 高知県     | 高知市   | 高知市   | 本町5丁目    | 県庁前交差点 / 起点   |
| 高知県道270号弘瀬高知線                                                        | 高知県     | 高知市   | 高知市   | 上町2丁目    |                       |
| 高知県道37号高知春野線                                                         | 高知県     | 高知市   | 高知市   | 上町5丁目    |                       |
| 高知県道272号旭停車場線                                                        | 高知県     | 高知市   | 高知市   | 旭町2丁目    |                       |
| 高知県道・愛媛県道6号高知伊予三島線                                            | 高知県     | 高知市   | 高知市   | 本宮町       | 高知市本宮町交差点    |
| 高知県道274号梅ノ辻朝倉線                                                      | 高知県     | 高知市   | 高知市   | 鴨部高町     |                       |
| 高知県道273号大河内朝倉停車場線 重複区間起点                                   | 高知県     | 高知市   | 高知市   | 曙町1丁目    |                       |
| 高知県道38号高知土佐線 高知県道273号大河内朝倉停車場線 重複区間終点            | 高知県     | 高知市   | 高知市   | 曙町1丁目    |                       |
| E56 高知自動車道                                                               | 高知県     | 吾川郡   | いの町   | 枝川         | 12 伊野IC             |
| 国道33号 重複区間終点 高知県道386号朝倉伊野線                                  | 高知県     | 吾川郡   | いの町   | 枝川         |                       |
| 高知県道33号南国伊野線 高知県道280号伊野停車場線                               | 高知県     | 吾川郡   | いの町   | 駅前町       |                       |
| 高知県道36号高知南環状線                                                       | 高知県     | 吾川郡   | いの町   | 幸町         |                       |
| 高知県道39号土佐伊野線                                                         | 高知県     | 吾川郡   | いの町   |              |                       |
| 高知県道292号思地川口線                                                        | 高知県     | 吾川郡   | いの町   | 勝賀瀬       |                       |
| 高知県道300号柳瀬越知線                                                        | 高知県     | 吾川郡   | いの町   | 柳瀬本村     |                       |
| 高知県道18号伊野仁淀線                                                         | 高知県     | 吾川郡   | いの町   | 柳瀬上分     |                       |
| 国道439号 重複区間起点                                                         | 高知県     | 吾川郡   | いの町   | 下八川甲     |                       |
| 国道439号 重複区間終点                                                         | 高知県     | 吾川郡   | いの町   | 上八川甲     |                       |
| 高知県道294号奥の谷日比原線                                                    | 高知県     | 吾川郡   | いの町   | 清水下分     |                       |
| 高知県道40号石鎚公園線                                                         | 高知県     | 吾川郡   | いの町   | 戸中         |                       |
| 高知県道17号本川大杉線                                                         | 高知県     | 吾川郡   | いの町   | 葛原         |                       |
| 愛媛県道12号西条久万線                                                         | 愛媛県     | 西条市   | 西条市   | 中野丙       |                       |
| 国道11号                                                                       | 愛媛県     | 西条市   | 西条市   | 中野甲       | 加茂川橋交差点 / 終点 |

### 交差する鉄道
- 土讃線
- とさでん交通伊野線